# Фракелфинг
Фракелфинг (фр. Fraquelfing) насеље је и општина у североисточној Француској у региону Лорена, у департману Мозел која припада префектури Сарбур.
По подацима из 2011. године у општини је живело 85 становника, а густина насељености је износила 19,14 становника/km². Општина се простире на површини од 4,44 km². Налази се на средњој надморској висини од 315 метара (максималној 374 m, а минималној 282 m).

## Демографија
| 1962. | 1968. | 1975. | 1982. | 1990. | 1999. | 2011. |
| ----- | ----- | ----- | ----- | ----- | ----- | ----- |
| 96    | 103   | 107   | 96    | 101   | 108   | 85    |

График промене броја становника у току последњих година